# كوكاتيل أمهق (ألبينو)
كوكاتيل أمهق، أو كوكاتيل الألبينو، أو (ببغاء كروان أمهق)، أو(ببغاء كروان ألبينو)، بالإنجليزية Albino cockatiel، وهو نوع نادرا جدا ويعد أغلى أنواع طيور الكوكاتيل، وككل الحيوانات والطيور يحدث للطائر طفرة؛ فلا تتكون عنده أي أصباغ مما يجعله ذو لون أبيض شاهق، ولا يملك أي بقع على أذنيه كما أن عيونه تكون حمراء بسبب غياب الصبغة المسؤولة عن الألوان.

## الألبينو عند الكوكاتيل
عكس بعض الكائنات فإن طفرة الألبينو عند الكوكاتيل يعتبر غياب الصبغة فيها مرغوبا لمربوا وعشاق تربية الطيور في هذه الفصيلة، نظرا لندرتها وخلوها من أي أعراض مرضية.
ولذلك فهي مطلوبة جدا في الكوكاتيل بسبب ندرتها من جهة وارتفاع ثمنها مقابل طفرات الألوان الأخرى عند الكوكاتيل.

## الصفات الوراثية
إن الالبينو عند الكوكاتيل يحتوي على طفرتي جينين في طائر واحد وهما: 
- جين طفرة كوكاتيل اللوتينو، وهي طفرة متنحية مرتبطة بالجنس التي تعمل على ازالة صبغة الميلانين المسؤولة عن اللون الغامق في الجسم، وبذلك يختفي أي لون غامق من جسم طائر الكوكاتيل سواء في الريش أو المنقار أو الأظافر أو العينين.
- جين طفرة كوكاتيل أبيض الوجه (white face)، التي تعمل على ازالة الليبوكروم والبستاكين وبالتالي تزيل أي لون أصفر أو برتقالي من جسم ببغاء الكروان، وكذلك البقعة البرتقالية على خدود الطائر.

ولهذا فالكوكاتيل الأمهق (ألبينو) يجمع بين صفات كوكاتيل اللوتينو وكوكاتيل أبيض الوجه(white face)(وصلة إنجليزية) Cockatiel Genetics قيسمى بالالبينو عندما تختفي فيه كل الصبغات ويبقي اللون الابيض صافيا خاصا من جميع صبغات الألون.
غياب صبغة الميلانين كما هو الحال عند كوكاتيل اللوتينو المسؤولة عن اللون الرمادي في جسم الطائر، مما يجعل الفرخ يأتي باللون الأصفر الباهت.
وصيغة الليبوكروم والبستاكين كما هو الحال عند كوكاتيل أبيض الوجه، وبالتالي تزيل أي لون أصفر أو برتقالي من جسم ببغاء الكروان، وكذلك البقعة البرتقالية على خدود الطائر.

## الإنتاج
وهذا يشمل تربية زوج من ألبينو المصابين بالمهق معا، فينتج منهم المربي مباشرة زوج كوكاتيل ألبينو، وينتج منهم دون ان يتعب نفسه في اتباع سلسلة الطفرات. ولكن يكون الإنتاج مركزا من نفس الجنس (الطفرة) قد يعطي فراخا أقل قِوامية، لهذا ينصح أن يكون الزوجين من الألبينو من عائلتين مختلفتين.
- أما الطريقة الثانية فتعتمد زوج ذكور ألبينو، مع زوج اناث ألبينو: الجيل الأول كل الأناث ستكون البينو في حين الذكور ستكون وايت فيس سبيلت لوتينو، نأخذ انثى من إنتاج الزوج الأول مع ذكر من إنتاج الزوج الثاني لتجنب تزويج الأخوة والعكس كذلك لتجنب الضعف أو الخلل الوراثي من خلال خاصية تغريب الزواج، هنا ستكون الفراخ من الذكور 50% كوكاتيل أبيض الوجه، والنصف الثاني كوكاتيل أمهق (ألبينو). أما الأناث فستكون النسبة 50% منها ستكون 50% كوكاتيل أبيض الوجه والنصف الثاني كوكاتيل أمهق (ألبينو).
- أما الطريقة الثالثة فتعتمد فهي الطريقة البطيئة للحصول على فراخ الألبينو وتعتمد جلب زوج ذكور كوكاتيل اللوتينو مع زوج اناث كوكاتيل أبيض الوجه كأفضل تزاوج للأستفادة من الصفة المرتبطة بالجنس. وفي المرحلة الثانية نأخذ أنثى من إنتاج الزوج الأول مع ذكر من إنتاج الزوج الثاني لتجنب الخلل الوراثي من خلال خاصية تغريب الزواج، هنا ستكون نسبة إنتاج الألبينو اقل تقريبا بحوالي ما تسبته 13% من كامل الإنتاج ذكورا وإناثا، لأن الإنتاج إعتمد هنا الصفة المتنحية في الآباء، وليس مع طيور ظاهرة الطفرة، وهما يكونان أفضل من الطريقة الأولى للإنتاج ألبنون/ألبينو، لأن الصفتان متنحيتان، الأولى جسدية والأخرى مرتبطة بالجنس لكنهن يشتركن انهن متنحيتان في الآباء.

## وصلات خارجية
- منتدى قسم هواة تربية الكروان (كوكاتيل)
- Martin Rasek's cockatiel genetic calculator
- National Cockatiel Society